# Bernard Goovaerts
Bernard Goovaerts (Odijk, 19 november 1969) is pianist en kunstschilder. Hij is vooral bekend als pianist van musicals.

## Biografie
Op zijn elfde jaar begon hij met pianolessen op de muziekschool in Heiloo en voerde op twaalfjarige leeftijd Joseph Haydns pianoconcert in C aldaar uit. Op zestienjarige leeftijd trad hij toe tot twee lokale bigbands, waarmee regelmatig werd opgetreden. In 1989 nam hij deel aan het Edith Stein Concours (dat sinds 1990 Prinses Christina Concours heet). Hierbij won hij een Diplôme d'Honneur. Uiteindelijk was het Peter Beets, die in dit jaar de finale bereikte.
Aanvankelijk bleef het pianospelen een hobby en wilde Bernard astronaut worden, een idee dat serieus bleef tot zijn achttiende jaar, maar uiteindelijk bleek de muziek toch belangrijker. In 1989 deed Bernard, na de opleiding aan het Murmellius Gymnasium in Alkmaar te hebben afgerond, toelating tot het Koninklijk Conservatorium in Den Haag, alwaar hij muziekregistratie ging studeren met als bijvak jazzpiano bij Rob van Bavel. Na afgestudeerd te zijn in 1994 studeerde hij van 1994-1997 aan de Hoge School voor de Kunsten in Utrecht, waar hij les had van Bert van den Brink en Michiel Borstlap. Hier behaalde hij de graden Docerend Musicus en Uitvoerend Musicus.

## Theater
Goovaerts speelde van 1995 tot 2017 in producties van Joop van den Ende, tot er plotseling op valse gronden een ontslagvergunning voor hem aangevraagd werd. Het UWV keurde het ontslag dan ook af. Vervolgens werd Goovaerts door Stage Entertainment voor de rechter gesleept in februari 2018. De rechter gaf Goovaerts echter op vrijwel alle punten gelijk en kende hem daarom een ontslagvergoeding toe.
Hij speelde in de volgende producties:
- Evita (1995-1997)
- Joe (1997-1998)
- Broadway Soul Jam (Showbizcity) (1998)
- Dancing Queens (Showbizcity) (1999)
- Chicago (1999-2001)
- Musicals in Concert 1 (2001)
- Saturday Night Fever (2001-2003)
- Musicals in Ahoy' 1 (2002)
- Copacabana (2002-2003)
- 3 Musketiers (2003-2004)
- Musicals in Concert 2 (2004)
- Musicals in Ahoy' 2 (2004)
- Crazy for you (2004-2005)
- Lion King (2005-2006)
- The Wiz (2006-2007)
- Tarzan (2007-2009)
- Ciske de Rat (2009)
- Joseph (2009-2010)
- Petticoat (2010-2011)
- La Cage aux Folles (2010)
- Zorro (2011)
- Wicked (2011-2013)
- Sister Act (2013-2014)
- The Bodyguard (2015-2017)

## cd's
- Joe, de musical
- Chicago
- Saturday Night Fever
- Drie Musketiers Special Edition Box
- Crazy for You
- Soul Moving, Cherie Seymore
- The Wiz
- Sister Act

## dvd's
- Drie Musketiers
- Musicals in Ahoy' 2

## Eigen projecten
Voor dit werk voor Joop van den Ende speelde Goovaerts sporadisch solo of met zijn eigen trio, waarbij invloeden van zijn grote voorbeelden Oscar Peterson en Herbie Hancock te horen waren. Hierdoor heeft ook Goovaerts destijds, zoals meerdere jazzpianisten, meermaals de titel 'De Nederlandse Oscar Peterson' toebedeeld gekregen.
Behalve musicus is Goovaerts, wellicht geïnspireerd door zijn overgrootvader Henri Goovaerts, ook schilder van realistische en surrealistische schilderijen.
In 2019 verscheen van Goovaerts het boek "Drie broers" (ISBN 9789087598518), dat verhaalt over het lot van zijn grootvader en diens broers, die als Nederlanders in Duitsland het nationaalsocialisme zagen opkomen en aldaar de Tweede Wereldoorlog meemaakten.